# トリスタンダクーニャの旗
トリスタンダクーニャの旗（トリスタンダクーニャのはた、Flag of Tristan da Cunha.）は、イギリスの海外領土であるトリスタンダクーニャの公式な旗である。2002年10月20日、エリザベス2世女王の勅許に基づき、セントヘレナと属領（現セントヘレナ・アセンションおよびトリスタンダクーニャ）の総督の宣言により制定された。制定以前は、トリスタンダクーニャの島々では公式の場ではセントヘレナの旗を使用していた。
イギリス政府の旗ブルー・エンサインを基にし、左上にはユニオンジャックがあり、右の青地の中央にはトリスタンダクーニャの紋章が描かれている。紋章の盾の部分には黄色いくちばしのアホウドリが、上半分には青地に白で2羽ずつ、下半分には白地に青で2羽ずつ、上下左右で鏡写しになるよう描かれている。その上には兜とマント、海洋冠（Naval Crown）が描かれ、冠の頭上にはトリスタン独特のロングボートが描かれる。盾は左右から1匹ずつのトリスタン特産のロブスター、トリスタン・ロック・ロブスターに支えられ、盾の下の帯にはトリスタンダクーニャのモットー、「われらの信仰はわれらの強さ」（Our faith is our strength）が書かれている。

行政府の旗